# Cistus ponticus
Cistus ponticus är en solvändeväxtart som beskrevs av Juzepczuk. Cistus ponticus ingår i släktet Cistus och familjen solvändeväxter. Inga underarter finns listade i Catalogue of Life.